# Cyclorhagida
Cyclorhagida es una clase del filo Kinorhyncha los cuales son gusanos pseudocelomados de hábitos bentónicos que se encuentran en la mayoría de mares y océanos del mundo.  La clase incluye más de 150 especies.

## Taxonomía
La clase contiene los siguientes órdenes, familias y géneros:
- Orden Echinorhagata
  - Familia Echinoderidae
    - Género Cephalorhyncha
    - Género Echinoderes
    - Género Fissuroderes
    - Género Meristoderes
    - Género Polacanthoderes
- Orden Kentrorhagata
  - Familia Zelinkaderidae
    - Género Triodontoderes
    - Género Zelinkaderes

  - Familia Centroderidae
    - Género Centroderes
    - Género Condyloderes

  - Familia Semnoderidae
    - Género Semnoderes
    - Género Sphenoderes

  - Familia Antygomonidae
    - Género Antygomonas

  - Familia Cateriidae
    - Género Cateria

  - Incertae sedis
    - Género Tubulideres
    - Género Wollunquaderes
- Orden Xenosomata
  - Familia Campyloderidae
    - Género Campyloderes
    - Género Ryuguderes